# Zethes hemicyclophora
Zethes hemicyclophora là một loài bướm đêm trong họ Erebidae.